# Пембрук (Онтаріо)
 Пембрук  (англ. Pembroke) — місто в провінції Онтаріо, розташоване 150 км на північний захід від столичного міста Канади Оттава саме там, де річка Москрат вливається в річку Оттава. Місто — адміністративний центр графства Ренфрю: над Трансканадському шосе й недалеко від Алгонкінського провінційного парку.